# Петтит, Доналд Рой
До́налд Рой Пе́ттит (англ. Donald Roy Pettit; 20 апреля 1955 года, Сильвертон, Орегон, США) — американский инженер-химик и астронавт НАСА. Совершил четыре космических полёта (2002, 2008, 2011—2012, 2024) общей продолжительностью 369 суток 16 часов 41 минуту (по состоянию на 11 сентября 2024 года). Совершил 2 выхода в открытый космос общей суммарной продолжительностью 13 часов 17 минут. 271-й астронавт США, 429-й космонавт мира.

## Биография
Родился 20 апреля 1955 года в городе Силвертон (Silverton) (штат Орегон).
- 1973 — окончил среднюю школу (Silverton Union High School) в городе Силвертон
- 1978 — бакалавр наук (химическое машиностроение) в Орегонском Государственном Университете[англ.].
- 1983 — доктор наук (химическое машиностроение) в Университете Аризоны[1].
- 1984 — научный сотрудник Лос-Аламосской национальной лаборатории в штате Нью-Мексико. Изучал динамику жидкостей и материалов в условиях невесомости, физику взрыва, проводил спектроскопические исследования.
- 1 мая 1996 года — отобран в качестве кандидата в астронавты 16-го набора НАСА[1].
- ноябрь 2006 — январь 2007 — провёл 6 месяцев в Антарктиде в составе экспедиции по поиску и изучению метеоритов ANtarctic Search for METeorites (ANSMET)[2].

## Полёты в космос

### Первый полёт
Первый полёт в космос проходил в 2002—2003 годах и имел общую продолжительность 161 день 1 час 14 минут 38 секунд.
- 24 ноября 2002 года стартовал в космос на шаттле Индевор STS-113 в качестве специалиста полета-5.
- 25 ноября 2002 прибыл на международную космическую станцию, где пробыл до 4 мая 2003 года в составе шестой экспедиции.
- 15 января 2003 — первый выход в космос продолжительностью 6 часов 51 минута.
- 8 апреля 2003 — второй выход в космос продолжительностью 6 часов 26 минут.
- 4 мая 2003 года на транспортном корабле «Союз ТМА-1» совершил посадку на землю в качестве бортинженера-2 (баллистический спуск)[1].

### Второй полёт
Второй полёт в космос проходил в 2008 году и имел общую продолжительность 15 суток 20 часов 29 минут 27 секунд.
- 15 ноября 2008 года в 00:55:38,996 UTC стартовал в космос на шаттле «Индевор» STS-126 в качестве специалиста полета.
- 16 ноября 2008 года в 22:01 UTC прибыл на международную космическую станцию, где пробыл до 28 ноября 2008 года. Главной миссией полёта было дооснащение МКС с использованием грузового модуля MPLP Leonardo, проведение.
- 28 ноября 2008 года в 14:47 UTC шаттл Endeavour отстыковался от МКС и далее проходил двухсуточный автономный полет.
- 30 ноября 2008 года была произведена посадка на посадочную полосу 4L (Runway 4L) базы ВВС США «Эдвардс» в Калифорнии. Посадочной полосы задние колеса шаттла коснулись 30 ноября 2008 года в 21:25:06 UTC, переднее колесо — в 21:25:21 UTC. Полная остановка шаттла произошла в 21:26:03 UTC[1].

### Третий полёт
Третий полёт в космос проходил в 2011-2012 годах и имел продолжительность 192 суток, 18 часов и 58 минут.
- Старт на корабле Союз ТМА-03М.
- Экспедиции МКС-30 и МКС-30.
- Возвращение на Землю на корабле Союз ТМА-03М.

Общая продолжительность пребывания в космосе после третьего полёта составила 369 суток, 16 часов и 41 минут.

### Четвёртый полёт
В мае 2023 года назначен бортинженером в состав дублирующего экипажа ТПК «Союз МС-25» и в состав основного экипажа ТПК «Союз МС-26».
11 сентября 2024 года в 19:23:12 по московскому времени вместе с членами экипажа 72-й длительной экспедиции на МКС космонавтами Алексеем Овчининым и Иваном Вагнером стартовал с 31-й площадки космодрома Байконур на ТПК «Союз МС-26». 11 сентября 2024 года в 22:32 мск ТПК «Союз МС-26» в автоматическом режиме пристыковался к малому исследовательскому модулю «Рассвет» российского сегмента МКС. 12 сентября экипаж перешёл на борт МКС.

## Личная жизнь
Семья: женат на Мишелль Р. Рачефф (Michelle R. Racheff). У них двое детей.
Увлечения: фотография, плавание. Радиолюбитель с позывным KD5MDT.

## Награды
- Медаль «За заслуги в освоении космоса» (12 апреля 2011 года, Россия) — за большой вклад в развитие международного сотрудничества в области пилотируемой космонавтики[8].